# Гурциев, Георгий Казбекович
Гурциев Георгий Казбекович (род. 16 октября 2000, Владикавказ, Северная Осетия) — российский и белорусский спортсмен, серебряный призёр чемпионата мира 2023 года, чемпион России (2018-2019), победитель первенства Европы (Швеция) 2019 г. «Мастер спорта международного класса».

## Биография
Родился 16 октября 2000 года во Владикавказе. В 2006—2017 гг. занимался тхэквондо под руководством Николова Астана Казбековича. С 2017 г. начал тренироваться у Оганесянца Аветиса Герамовича.
Окончил юридический факультет Государственного учреждения (СКГМИ)ГТУ в 2021 году.
На проходившем в Рязани чемпионате России по тхэквондо Гурциев в финальном бою выиграл нокаутом представителя из Челябинска и завоевал звание Чемпиона России. В 2019 г. в г.Казань в финальном бою Гурциев одержал победу над представителем Татарстана.
Является чемпионом Европы среди молодежи до 21 г.
Личный тренер: Оганесянц Аветис Герамович
С марта 2022 года выступает под флагом Республики Беларусь.
В 2023 году на чемпионате мира, который состоялся в Баку, в категории до 58 кг, Гурциев, выступавший в статусе нейтрального атлета, завоевал серебряную медаль. В финальной схватке он уступил спортсмену из Южной Кореи Ба Джун Сё.

## Спортивные результаты
Чемпионаты России
- Золото Рязань 2018 до 58 кг [8]— ;
- Золото Казань 2019 до 58 кг [9]— ;

Чемпионаты Европы
- Золото Швеция 2019 до 58 кг[10][11] — ;
- Бронза Ирландия 2019 до 58 кг[12] — ;

Клубный чемпионат Европы
- - Золото Турция 2018 до 58 кг — ;

Мульти европейские игры
- Золото Болгария 2018 до 58 кг — ;

Кубок  президента
- Бронза Иран 2018 до 58 кг — ;
- Бронза Швеция 2019 до 58 кг — ;
- Золото Албания 2022 до 58 кг[13][14]—